# مقياس التقرير الذاتي لاضطراب نقص الانتباه وفرط النشاط لدى البالغين
قائمة أعراض مقياس التقرير الذاتي لاضطراب نقص الانتباه وفرط النشاط لدى البالغين (بالإنجليزية: The Adult ADHD Self-Report Scale (ASRS) Symptom Checklist ) هي استبيان يُبلغ عنه ذاتيًا يستخدم للمساعدة في تشخيص اضطراب نقص الانتباه وفرط النشاط لدى البالغين. اضطراب نقص الانتباه مع فرط النشاط هو اضطراب عصبي يمكن أن يظهر في مرحلة المراهقة والبلوغ. يتخطى بعض الأفراد اضطراب نقص الانتباه وفرط النشاط ولكن يبقى نحو 30% مصابين به طوال فترة البلوغ. قد يواجه البالغون المصابون بهذا الاضطراب صعوبات تتعلق بالمواقف المعرفية والأكاديمية والمهنية والاجتماعية والاقتصادية.
يستخدم فهرس فينكس تولكيت مقياس التقرير الذاتي لاضطراب نقص الانتباه وفرط النشاط لدى البالغين كبروتوكول لأعراض اضطراب نقص الانتباه وفرط النشاط لدى البالغين.

## خلفية
يُعتبر اضطراب نقص الانتباه وفرط النشاط اضطراب عصبي يمكن أن يظهر في مرحلة المراهقة والبلوغ. يمكن لبعض الأفراد تخطيه ولكن يبقى نحو 30% مصابين به طوال فترة البلوغ. قد يواجه البالغون المصابون باضطراب نقص الانتباه وفرط النشاط صعوبات تتعلق بالمواقف المعرفية والأكاديمية والمهنية والاجتماعية والاقتصادية.
لا يوجد سبب وحيد لاضطراب نقص الانتباه وفرط النشاط ولكن يمكن أن يكون وراثيًا في كثير من الحالات، يرثه نحو 76% من المصابين من أحد الوالدين (أو من كلاهما). وقد يعود سببه لبيئة الفرد بالنسبة للنسبة المئوية المتبقية، 14-15%، مثل الصدمة في الرحم أو في أثناء الولادة. يمكن أن تؤدي التغييرات في الجينات التي تؤثر على مستويات السيروتونين والدوبامين والنورأدرينالين في المواد الكيميائية العصبية إلى زيادة نشاطهم أو نقصه، ما قد يلعب دورًا في نمو الفرد المصاب باضطراب نقص الانتباه وفرط النشاط. وثبت أيضًا أن النشاط في الفص الجبهي ينخفض لدى الفرد المصاب باضطراب نقص الانتباه وفرط النشاط مقارنةً بالفرد غير المصاب. اُنشئ مقياس التقرير الذاتي لاضطراب نقص الانتباه وفرط النشاط للبالغين لتقدير مدى تفشي اضطراب نقص الانتباه وفرط النشاط لدى البالغين باستخدام استبيان ذاتي سهل.
طُور مقياس التقرير الذاتي لاضطراب نقص الانتباه وفرط النشاط لدى البالغين بالاشتراك مع منظمة الصحة العالمية (دبليو إتش أو)، وفريق العمل المعني باضطراب نقص الانتباه وفرط النشاط لدى البالغين والذي ضم باحثين من مدرسة طب جامعة نيويورك ومدرسة طب هارفارد. يحتوي مقياس التقرير الذاتي لاضطراب نقص الانتباه وفرط النشاط لدى البالغين على ثمانية عشر سؤالًا، والتي تتوافق مع معايير الدليل التشخيصي الإحصائي للاضطرابات العقلية-النسخة الرابعة وتتناول أعراض نقص الانتباه وفرط النشاط لدى البالغين. طور فاحص الأسئلة الستة في مقياس التقرير الذاتي لاضطراب نقص الانتباه وفرط النشاط لدى البالغين لاحقًا كمجموعة فرعية من أسئلة منظمة الصحة العالمية الثمانية عشر لمقياس التقرير الذاتي لاضطراب نقص الانتباه وفرط النشاط لدى البالغين. وجدت دراسة واحدة على الأقل أن فاحص الأسئلة الستة لمقياس التقرير الذاتي لاضطراب نقص الانتباه وفرط النشاط لدى البالغين  تفوق على الأسئلة الثمانية عشر في مقياس التقرير الذاتي لهذا الاضطراب لتشخيصه لدى عامة الأشخاص.
أُعد اضطراب نقص الانتباه وفرط النشاط لدى البالغين بلغات أخرى بما في ذلك الإسبانية والصينية. أثبت البحث المُجرى أن المقياس يُعد أداة صالحة ومفيدة لفحص اضطراب نقص الانتباه وفرط النشاط لدى البالغين. تم التحقق من صحة لاضطراب نقص الانتباه وفرط النشاط لدى البالغين خارجيًا على ما يقرب من 60 مريضًا بالغًا، وأظهر تناسقًا داخليًا عاليًا وصلاحية متداخلة عالية مع نظام تصنيف اضطراب نقص الانتباه وفرط النشاط لدى البالغين الذي يديره الطبيب.